# 니체가 눈물을 흘릴 때

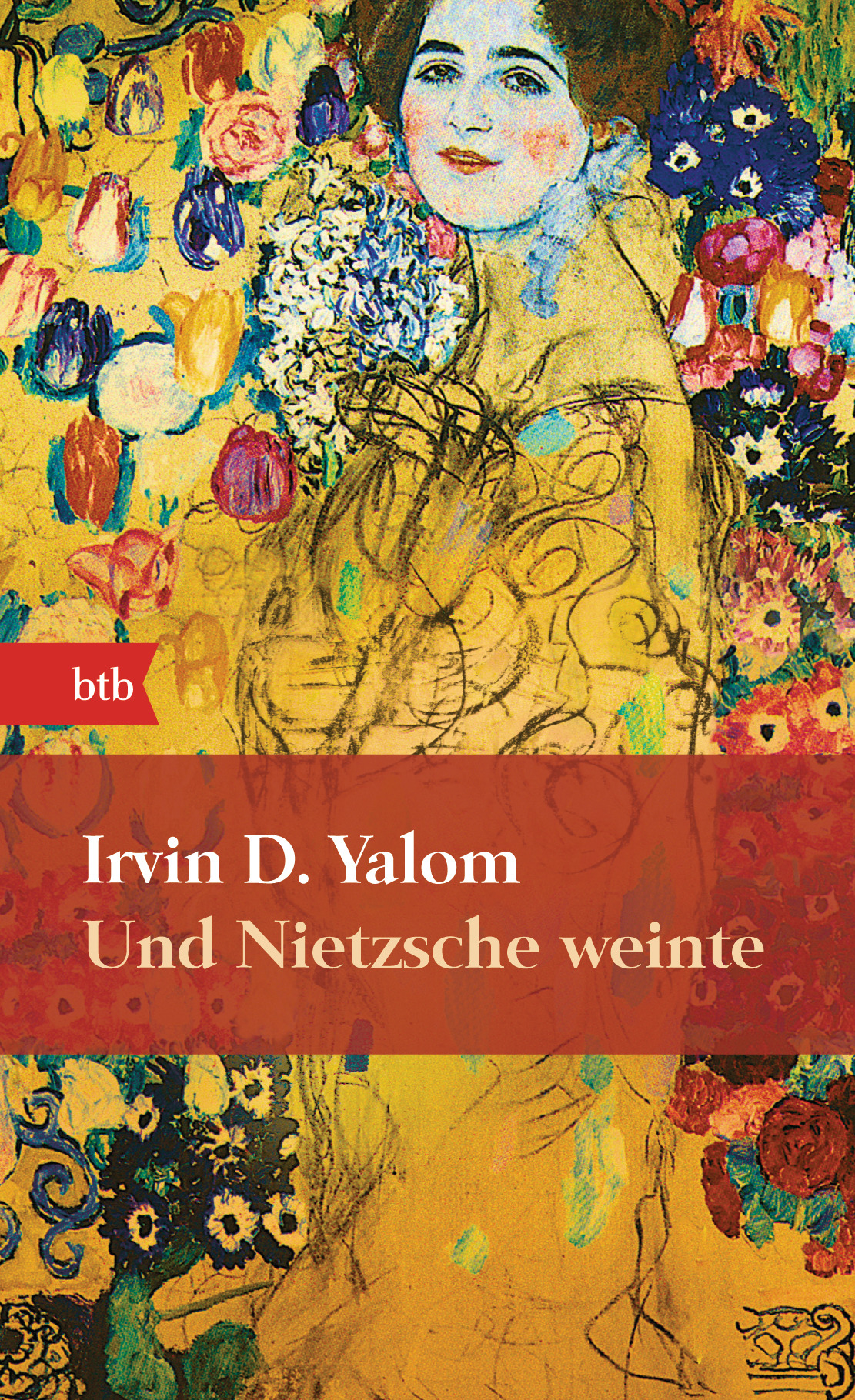

《니체가 눈물을 흘릴 때》(영어: When Nietzsche Wept)는 실존주의자이자 심리 치료사인 스탠포드 대학 정신과 명예 교수인 어빈 얄롬의 1992년 소설이다. 이 책은 1882년 오스트리아 비엔나에서 주로 발생하며 의사 요제프 브로이어와 독일 철학자 프리드리히 니체의 가상의 만남을 다루고 있다. 이 소설은 철학과 정신분석학의 역사와 19세기의 마지막 수십 년 동안의 주요 인물들에 대한 리뷰이며 "리머런스"라는 주제를 중심으로 전개된다.

## 구성
프리드리히 니체와 연루된 루 살로메는 독일 철학의 미래가 위태롭고 니체의 도움이 절실히 필요하다는 편지를 썼다. 줄거리는 요제프 브로이어 박사가 히스테리로 치료를 받고 사랑에 빠진 환자를 극복하기 위해 영혼 치료가 필요한 반면 니체는 편두통으로 도움이 필요한 치료로 발전한다. 젊은 제자 지그문트 프로이트의 혁명적 아이디어에 영향을 받은 요제프 브로이어는 정신분석학의 기원이 될 위험한 전략을 시작한다. 남다른 인연 덕분에 두 사람은 인생관이 완전히 달라지는 모습을 보게 된다.
얄롬의 책은 허구지만 역사와 역사적 인물에 대한 많은 언급이 포함되어 있다. 요제프와 마틸데 브로이어, 프리드리히 니체, 루 살로메, 지그문트 프로이트, 베르타 파펜하임, 파울 레, 프란츠 오버베크, 작곡가 리하르트 바그너 등이 있다.